# ويليام ماكدونل
ويليام ماكدونل (بالإنجليزية: William McDonnell)‏ هو لاعب رماية أمريكي، ولد في 15 يوليو 1876 في ديترويت في الولايات المتحدة، وتوفي في 11 مايو 1941.

## وصلات خارجية
- ويليام ماكدونل على موقع اللجنة الأولمبية الدولية (الإنجليزية)
- ويليام ماكدونل على موقع أوليمبيديا (الإنجليزية)